# Mario Kart Tour
Mario Kart Tour (マリオカート ツアー, Mario Kāto Tsuā) est un jeu vidéo de course en téléchargement gratuit de la franchise Mario Kart, édité par Nintendo sur smartphone et tablette tactile, paru le 25 septembre 2019. Le concept est basé sur la course autour du monde : certains circuits se déroulent dans des décors inspirés de grandes villes du monde réel. Le modèle économique du jeu est gratuit avec des achats intégrés, pouvant procurer un avantage compétitif.

## Univers
Mario Kart Tour, à l'instar des autres épisodes de la série, se déroule dans l'univers de Super Mario. Il met à la disposition du joueur un important contenu. Celui-ci, bien que principalement inspiré des épisodes précédents de la série Mario Kart, introduit des éléments inédits, à savoir des personnages, des circuits, des karts et des ailes.

### Personnages
Le jeu met en scène plus d'une cinquantaine de personnages jouables issus de l'univers Super Mario. Chacun d'entre eux est classé dans une catégorie qui influe sur sa probabilité d'obtention : Ordinaire, Rare et Ultra rare. De plus, certains disposent de versions alternatives costumées qui leur confèrent des modifications par rapport à leur version originale, comme un objet spécial et des circuits favoris différents.
Sont ainsi jouables Bébé Mario, Bébé Peach, Bébé Daisy, Bébé Harmonie, Bébé Luigi, Koopa, Maskass, Skelerex, les Koopalings, Mario, Peach, Yoshi, Daisy, Toad, Toadette, Harmonie, Luigi, Bowser, Donkey Kong, Diddy Kong, Lakitu, Bowser Jr., Wario, Waluigi, Roi Boo, Birdo, Mario de métal, Peach d'or rose, Bowser Skelet, Funky Kong, Donkey Kong Jr., Flora Piranha, Wiggler et le Mii.
De plus, le jeu introduit de nouveaux personnages jouables pour la première fois dans la série : Peachette, Pauline, Frère Marto, Topi Taupe, Dixie Kong, Capitaine Toad, Carottin, Roi Bob-omb, Kamek, Bill Dozer et Poochy.

### Circuits et arènes
Dans le jeu, les circuits sont répartis en différentes coupes qui, contrairement à celles habituelles des jeux de la série Mario Kart telles que Champignon et Fleur, se basent sur les personnages du jeu, avec par exemple la coupe Mario et la coupe Peach. Chacune d'entre elles est composée de trois circuits et d'une épreuve bonus, cette dernière proposant entre autres de planer le plus loin possible sur le circuit, d'écraser un grand nombre de Goombas, d'effectuer des figures ou encore de réaliser le meilleur temps possible en contre-la-montre. De plus, depuis la mise à jour du 5 octobre 2022, le jeu dispose également de cinq arènes pour les batailles de ballons.
Des circuits différents sont ainsi disponibles chaque saison, dont la plupart est tirée des précédents opus de la série Mario Kart. Un même circuit peut apparaître sous plusieurs variantes : « SI », dans laquelle le joueur parcourt le circuit en sens inverse, « A », dans lequel il redécouvre le circuit sous une forme acrobatique agrémenté de nouveaux tremplins, plateformes et obstacles, « SI/A », cumulant les deux formes précédentes et « B », distinguant le circuit lorsqu'il est proposé comme arène pour les batailles de ballons.
Concernant les circuits inédits, différents tracés peuvent ainsi être parcourus sur la plupart d'entre eux, et sont dans ce cas dénommés par un chiffre succédant leur nom pour identifier et distinguer la version du circuit représentée. Ils se différencient également en trois sortes :
- Ceux inspirés de grandes villes du monde réel, qui sont  New York,  Tokyo,  Paris,  Londres,  Vancouver,  Los Angeles,  Berlin,  Sydney,  Singapour,  Amsterdam,  Bangkok,  Athènes,  Rome et  Madrid.
- Ceux qui ne sont pas inspirés du monde réel et qui possèdent leur propre thème.
- Ceux dits « remixés », identifiables en jeu par les initiales « RMX » précédant leurs noms, dont les décors sont inspirés de ceux de circuits déjà existants.

| Circuits inédits         | Circuits inédits        | Circuits inédits        | Circuits inédits            |
| Villes                   | Villes                  | Autres                  | Remixes                     |
| ------------------------ | ----------------------- | ----------------------- | --------------------------- |
| Escapade new-yorkaise    | Sprint à Sydney         | Mont festif             | RMX Circuit Mario 1         |
| Traversée de Tokyo       | Poursuite à Singapour   | Dojo ninja              | RMX Île Choco 1 / 2         |
| Promenade à Paris        | Virée à Amsterdam       | Cité Sorbet             | RMX Route Arc-en-ciel 1 / 2 |
| Détour à Londres         | Bousculade à Bangkok    | Ruines Plante Piranha   | RMX Lac Vanille 1 / 2       |
| Virages à Vancouver      | Athènes antique         | Île de Yoshi            | RMX Vallée Fantôme 1        |
| Road-trip à Los Angeles  | Roma romantica          | Tunnel Plante Piranha   | RMX Château de Bowser 1     |
| Balade berlinoise        | Méandres madrilènes     | Course à la propreté    | RMX Plaine Donut 1          |
| Circuits rétros          |                         |                         |                             |
| SNES Circuit Mario 1     | N64 Route Glagla        | GBA Château de Bowser 4 | Wii Circuit Daisy           |
| SNES Plaine Donut 1      | N64 Montagne Choco      | GCN Parc Baby           | Wii Cap Koopa               |
| SNES Vallée Fantôme 1    | N64 Autodrome Mario     | GCN Pont Champignon     | Wii Bois Vermeil            |
| SNES Circuit Mario 2     | N64 Autodrome royal     | GCN Paquebot Daisy      | Wii Ruines Sec Sec          |
| SNES Île Choco 1         | N64 Vallée Yoshi        | GCN Stade Waluigi       | Wii Route Clair de Lune     |
| SNES Vallée Fantôme 2    | GBA Circuit Peach       | GCN Circuit Yoshi       | Wii Route Arc-en-ciel       |
| SNES Plaine Donut 2      | GBA Riverside Parc      | GCN Montagne DK         | 3DS Circuit Toad            |
| SNES Circuit Mario 3     | GBA Château de Bowser 1 | GCN Jungle Dino Dino    | 3DS Vallée Daisy            |
| SNES Île Choco 2         | GBA Lac Boo             | DS Manoir de Luigi      | 3DS Lagon Cheep Cheep       |
| SNES Lac Vanille 1       | GBA Château de Bowser 2 | DS Flipper Waluigi      | 3DS Souk Maskass            |
| SNES Château de Bowser 3 | GBA Circuit Luigi       | DS Corniche Champignon  | 3DS Circuit Mario           |
| SNES Plaine Donut 3      | GBA Jardin volant       | DS Alpes DK             | 3DS Mont Éboulis            |
| SNES Plage Koopa 2       | GBA Île Cheep Cheep     | DS Circuit Mario        | 3DS Égout Piranha           |
| SNES Lac Vanille 2       | GBA Pays Crépuscule     | DS Bateau volant        | 3DS Galion de Wario         |
| SNES Route Arc-en-ciel   | GBA Pays neigeux        | DS Jardin Peach         | 3DS Koopapolis              |
| N64 Autodrome Luigi      | GBA Désert Yoshi        | Wii Gorge Champignon    | 3DS Monde glacé d'Harmonie  |
| N64 Plage Koopa          | GBA Château de Bowser 3 | Wii Supermarché Coco    | 3DS Château de Bowser       |
| N64 Désert Kalimari      | GBA Lakeside Parc       | Wii Pic DK              | 3DS Route Arc-en-ciel       |
| Arènes                   |                         |                         |                             |
| Inédites                 | Escapade new-yorkaise   | Promenade à Paris       |                             |
| Rétros                   | GBA Arène Bataille 1    | GCN Cookie Arena        | DS Maison de l'Aube         |

Enfin, certains circuits ont été revisités dans d'autres épisodes de la série en tant que « circuits rétros » :
- Dans Mario Kart 8 Deluxe : l'intégralité des circuits Villes accompagnés de Mont festif, Dojo ninja, Cité Sorbet, Ruines Plante Piranha, Île de Yoshi et Course à la propreté en tant que contenu additionnel.
- Dans Mario Kart World : le circuit Cité Sorbet.

### Objets
Le jeu met à la disposition du joueur des objets classiques de la série Mario Kart, comme la Banane et la Carapace rouge. En plus de ceux-là, chaque personnage dispose, à la manière de Mario Kart: Double Dash!!, d'un objet spécial qui lui est propre. Parmi eux y figurent douze nouveaux :
- L'Anneau turbo, grâce auquel apparaissent trois anneaux sur la piste qui font accélérer les pilotes qui les traversent.
- La Boîte à pièces, qui disperse des pièces autour de son utilisateur pendant un temps limité.
- La Bulle, qui enveloppe le kart et le fait flotter jusqu'à son éclatement. Grâce à elle, l'utilisateur ne subit pas les effets de terrain.
- Le Canon à Bob-ombs, qui permet d'envoyer des Bob-ombs sur la piste en continu pendant un temps limité.
- Le Canon à champis, qui projete des champis turbo vers l'avant sur une courte durée.
- La Double Bob-omb, qui permet de déposer deux Bob-ombs sur la piste en même temps.
- La Fleur de glace, s'utilisant comme une Fleur de feu, ses boules de glace bloquent les actions des adversaires en les gelant pendant un court instant.
- La Gélule, qui permet de lancer trois gélules en éventail sur la piste qui renversent ceux qui les touchent.
- La Giga Bob-omb, générant une explosion plus grande que la Bob-omb classique après avoir rebondi de manière aléatoire sur la piste.
- Le Marteau, qui permet de lancer un bouquet de marteaux en cloche vers l'avant.
- La Super clochette, qui émet des ondes de choc autour de l'utilisateur à chaque tintement qui le protègent et renversent ses adversaires.
- Les Tonneaux à bananes, permettant d'envoyer des bananes en continu sur la piste pendant un temps limité.

## Système de jeu

### Généralités
Mario Kart Tour est conçu pour être joué d'une main, en tenant le téléphone portable à la verticale ou à l'horizontale. Le kart avance tout seul et c'est au joueur de lui donner la direction à prendre, en pouvant effectuer des dérapages. À l'instar de la série Mario Kart, différentes boîtes à objets sont disséminées sur les circuits. Ainsi, lorsqu'il en brise une, le joueur peut utiliser l'objet obtenu en appuyant sur l'écran.
Par ailleurs, le jeu reprend le système de pièces à collecter sur le circuit de Super Mario Kart, les figures et les rampes en U de Mario Kart Wii, ainsi que la personnalisation des véhicules et les courses aériennes et sous-marines introduites dans Mario Kart 7.
Lors des courses, le joueur doit effectuer le plus d'actions possibles dans le but d'obtenir le meilleur score possible. Pour s'aider, il peut sélectionner les éléments (pilote, kart et aile) à utiliser pour la course. Plus le circuit est classé dans les favoris de l'élément, plus le multiplicateur de points du joueur est important. Un personnage situé en tête des favoris influe également sur le nombre d'objets que peut obtenir le joueur pendant la course à chaque fois qu'il brise une boîte à objets, allant de un à trois. Si le joueur aligne trois objets identiques, il déclenche une frénésie, c'est-à-dire, qu'il va pouvoir utiliser l'objet autant qu'il le souhaite pendant une courte période.
À la fin de la course, le joueur gagne des points d'expérience selon son classement. Plus son niveau est élevé et plus les points gagnés à la fin de course sont importants. De même, le joueur fait gagner des points aux éléments utilisés pour la course, dans la limite du maximum autorisé par jour et par élément. Enfin, le joueur progresse coupe par coupe. Les points obtenus en fin de course lui permettent d'obtenir des grandes étoiles, et ainsi de progresser et récupérer des cadeaux.

### Saisons
Une saison est une forme de mise à jour tournant autour d'un thème précis. Chaque saison apporte ainsi son lot de contenu inédit en rapport avec le thème. Le joueur retrouve ainsi différents défis, coupes, tuyaux et lots spécifiques à chacune d'elles. Ces mises à jour sont effectuées régulièrement le mercredi sur un rythme de deux semaines.
La saison du quatrième anniversaire du 20 septembre 2023 était la dernière saison à introduire du nouveau contenu au jeu, réitérant ainsi à sa suite des saisons déjà connues.

## Développement
Le jeu a été annoncé le 31 janvier 2018 pour une sortie prévue avant fin mars 2019,. Il s'agit de la sixième application pour téléphone mobile développée par Nintendo après Miitomo, Super Mario Run, Fire Emblem Heroes, Animal Crossing: Pocket Camp et Dragalia Lost. Une annonce parue le 1er février 2019, via le compte Twitter officiel de l'entreprise, est venue reporter la date de parution à l'été 2019. Cette annonce est intervenue en même temps que celle de Dr. Mario World, également sorti sur les différentes plateformes dédiées aux jeux mobiles. Le 27 août 2019, la première bande-annonce du jeu a été diffusée et sa sortie annoncée pour le 25 septembre 2019. En raison d'une enfreinte de la législation belge au sujet des loot boxes,, le jeu n'est pas sorti en Belgique à la suite du retrait de Fire Emblem Heroes et Animal Crossing: Pocket Camp des boutiques en ligne, étant dans le même cas bien plus tôt,.
Le 11 septembre 2023, l'éditeur avait annoncé que la saison du 4e anniversaire du 20 septembre 2023 était la dernière saison à introduire du nouveau contenu et que les futures saisons n'utiliseront que du contenu déjà introduit précédemment.
Pour célébrer la sortie de Mario Kart World sur Nintendo Switch 2, le jeu reçoit toutefois une nouvelle mise à jour du 23 juillet au 6 août 2025.

## Accueil

### Critiques
Le site de compilation de critiques Metacritic obtient de Mario Kart Tour une note moyenne de 59 sur 100, calculée sur la base de 28 critiques, lesquelles sont très polarisées.

### Téléchargements
Le 27 septembre 2019, Sensor Tower annonce que le jeu a franchi la barre des vingt millions de téléchargements, battant le record de Pokémon Go qui avait mis une semaine à atteindre les 10 millions de téléchargements et réussissant ainsi le meilleur démarrage jamais réalisé pour un jeu mobile. Toutefois, le jeu mobile n'a pas reçu un accueil très chaleureux, notamment en raison du coût de son passe saisonnier, jugé excessif. Le jeu a néanmoins atteint les 90 millions de téléchargements la semaine de sa sortie et a recensé plus de 120 millions de téléchargements lors de son premier mois sur le marché. Les joueurs ont généré 37 millions de dollars de recettes ce mois-là.